# شهرستان بیکوفسکی
شهرستان بیکوفسکی (به لاتین: Bykovsky District) یک شهرستان در روسیه است که در استان ولگوگراد واقع شده‌است.